# Lijst van galerijen en tentoonstellingen in World Showcase

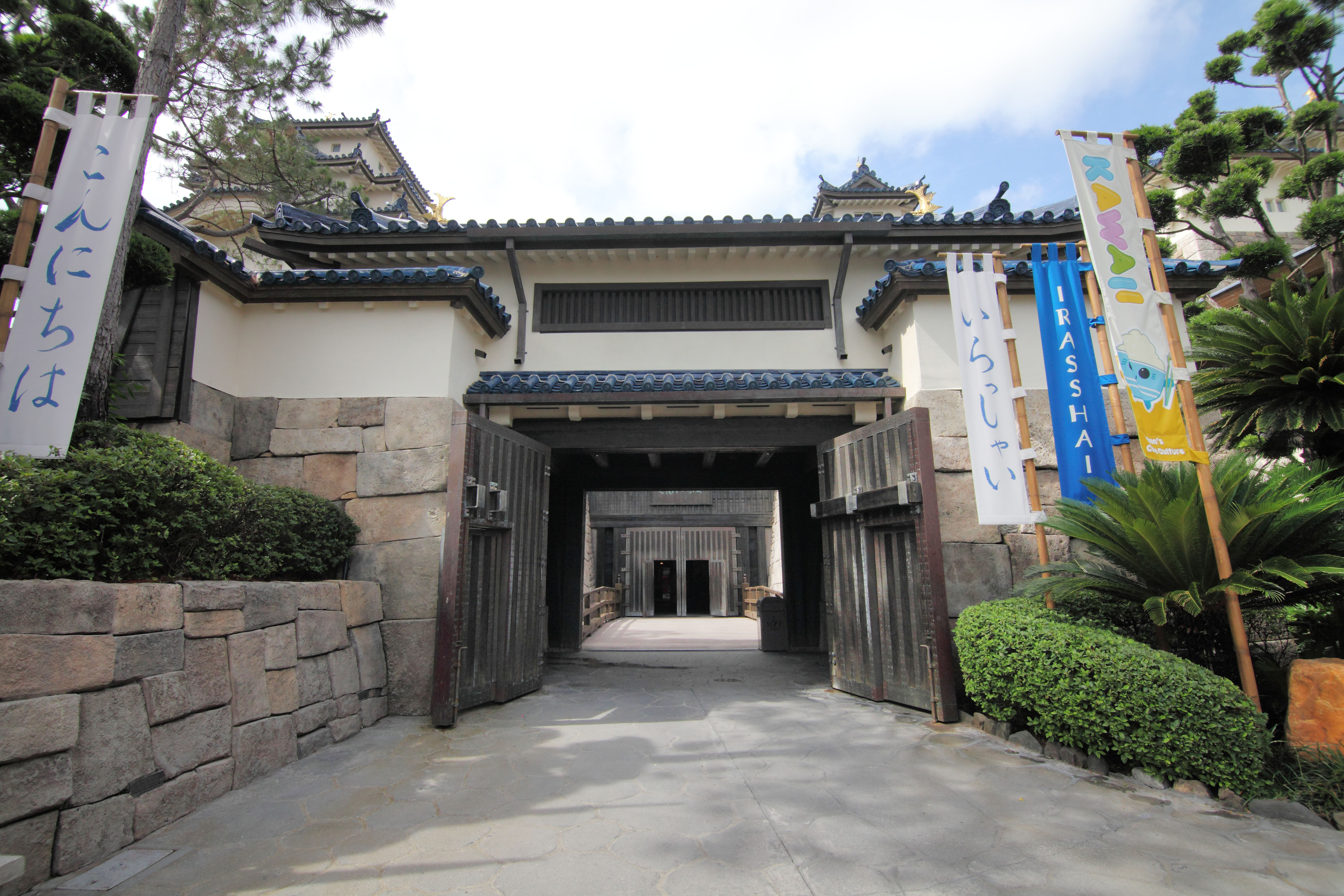
De Bujitsu-kan Gallery ten tijde van de kawaii-tentoonstelling

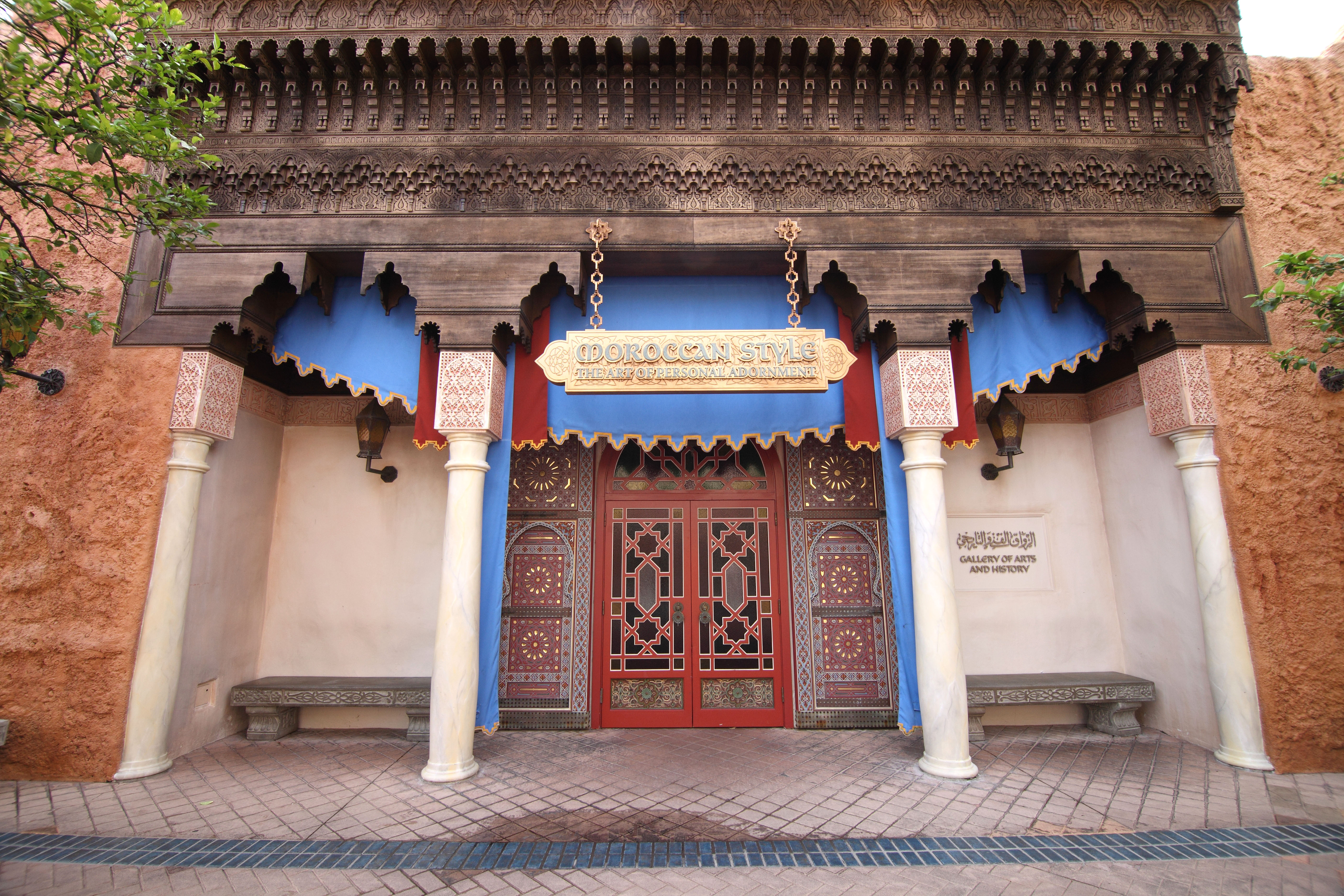
De Gallery of Arts and History ten tijde van de Moroccan Style: The Art of Personal Adornment-tentoonstelling

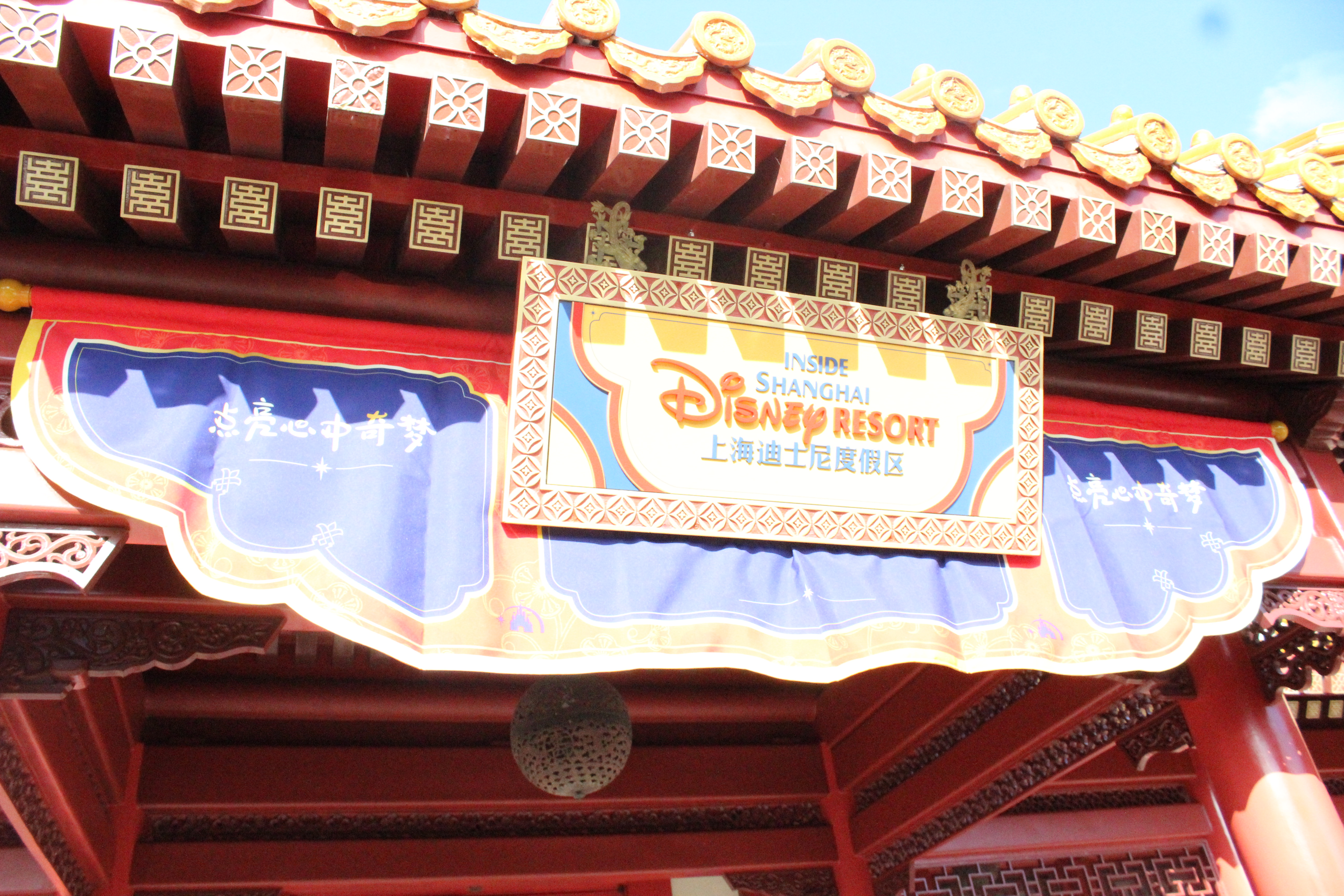
Het bord boven de ingang van de Inside Shanghai Disney Resort-tentoonstelling in het House of the Whispering Willows

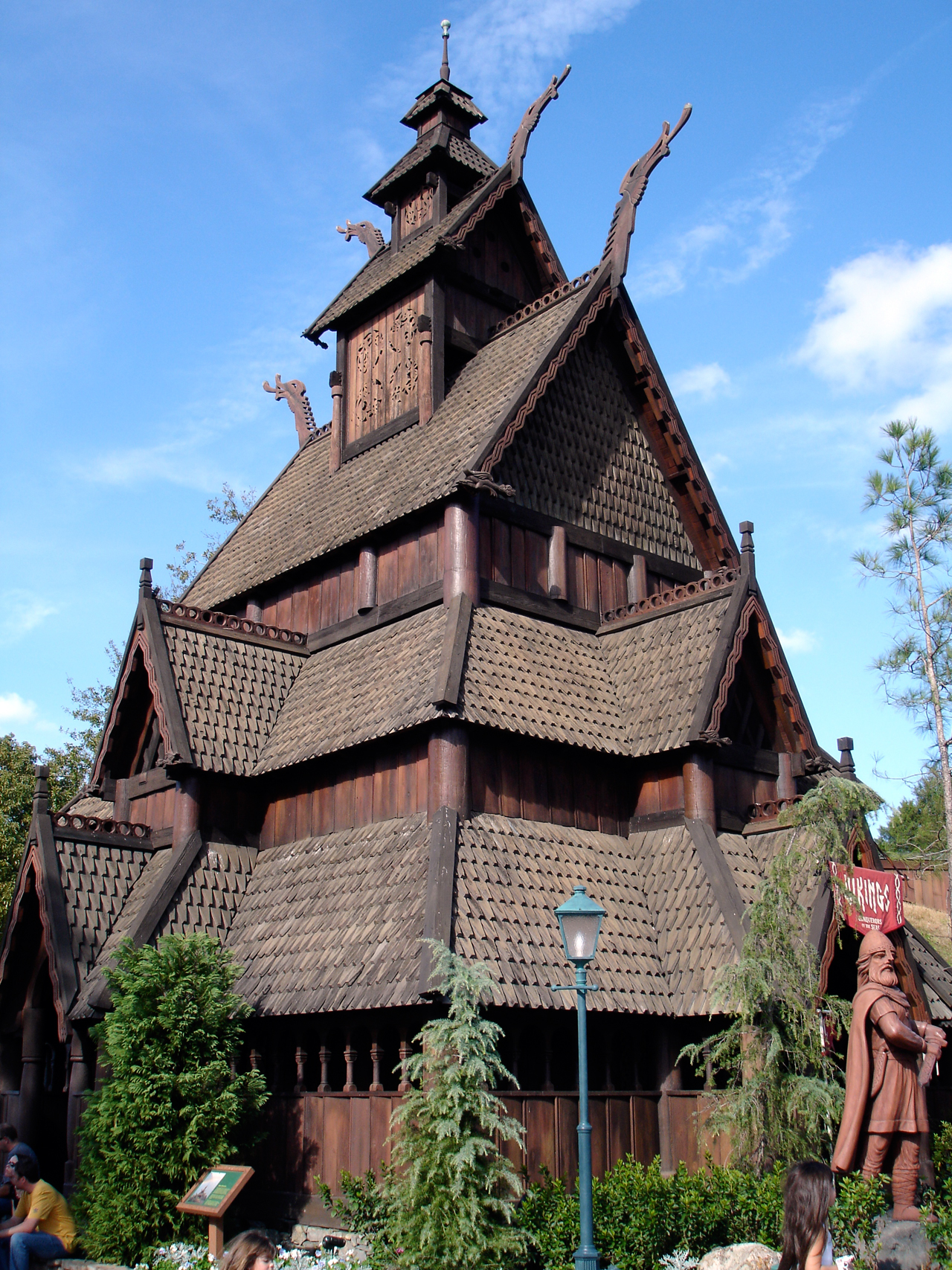
De Stave Church Gallery ten tijde van de Vikings Conquerors of the Seas-tentoonstelling

Deze pagina bevat een lijst van galerijen en tentoonstellingen in World Showcase in het Amerikaanse attractiepark Epcot. Het World Showcase-gedeelte van dit attractiepark omvat 11 verschillende paviljoenen die elk een land representeren. In sommige van deze landenpaviljoens zijn galerijen of tentoonstellingen te vinden over onderwerpen die te maken hebben met het desbetreffende land.

## American Heritage Gallery
De American Heritage Gallery is een galerij die te vinden is in het The American Adventure-paviljoen. Het is te vinden in het gebouw van het paviljoen zelf, aan de rechterzijde bij binnenkomst. In de galerij bevindt zich de tentoonstelling Re-Discovering America: Family Treasures from the Kinsey Collection, waarvoor grofweg 40 voorwerpen worden geleend uit de Kinsey Collection, met name georiënteerd op thema's uit de Afro-Amerikaanse geschiedenis. Deze voorwerpen zijn onderverdeeld over vijf sub-galerijen: de Hope Gallery, de Courage Gallery, de Belief Gallery, de Imagination Gallery en de Heritage Gallery. De tentoonstelling bevat enkele interactieve elementen, waarbij gebruik wordt gemaakt van de stemmen van onder andere Whoopi Goldberg, Diane Sawyer en Kerry Washington. Deze tentoonstelling werd geopend op 8 maart 2013. Daarvóór was in de galerij de tentoonstelling National Treasures te vinden, die stamde van 28 september 2007.

## Bijutsu-kan Gallery
De Bijutsu-kan Gallery is een galerij die te vinden is in het Japanse paviljoen. Het is te vinden achter in het paviljoen, in het gebouw dat een Japans kasteel representeert. In de galerij bevindt zich een tentoonstelling over de Japanse kawaii-cultuur, waarbij wordt ingegaan op de oorsprong van deze cultuur en haar hedendaagse uitingen. Er wordt onder andere gebruik gemaakt van een replica van een modern appartement uit Tokio, voorwerpen van Hello Kitty en het kunstwerk Melty-Go-Round van Japanse kunstenaar Sebastian Masuda. De Kawaii-tentoonstelling werd eind 2015 geopend, daarvóór was in de galerij de tentoonstelling Spirited Beasts from Ancient Stories to Anime Stars te vinden, geopend in 2010.

## Gallery of Arts and History
De Gallery of Arts and History is een galerij die te vinden is in het Marokkaanse paviljoen. Het is te vinden direct links voorin het paviljoen. In de galerij is de tentoonstelling Moroccan Style: The Art of Personal Adornment te vinden die zich focust op de decoratieve kunst uit Marokko. Daarbij wordt gebruik gemaakt van voorwerpen zoals ruiterkleding uit de Fantasia, traditionele klederdracht, handjes van Fatima en Berberse tapijten. De tentoonstelling werd geopend in 2008.

## House of the Whispering Willows
Het House of the Whispering Willows is een galerij die te vinden is in het Chinese paviljoen. Het is te vinden in het gebouw links van de Tempel van de Hemel-replica. In de galerij is de tentoonstelling Inside Shanghai Disney Resort te vinden, die zich oriënteert rondom het ontwerp en de bouw van Shanghai Disneyland. De tentoonstelling maakt gebruik van verschillende schaalmodellen en ontwerpen van het park, de attracties en de hotels; de nadruk van de tentoonstelling ligt op het vermengen van de Chinese cultuur met het merk Disney. De tentoonstelling werd geopend in juni 2016, daarvóór was in de galerij de tentoonstelling Tomb Warriors: Guardian Spirits of Ancient China te vinden (georiënteerd rondom het terracottaleger in Xi'an), geopend op 1 oktober 2006.

## Mexico Folk Art Gallery
De Mexico Folk Art Gallery is een galerij die te vinden is in het Mexicaanse paviljoen. Het is te vinden in de entreehal in de piramide van het paviljoen. Op dit moment is in de galerij de tentoonstelling Remember Me - La Celebración del Día de Muertos te vinden, rondom de Dag van de Doden in de setting van de film Coco. De tentoonstelling werd geopend in het najaar van 2017. Voorheen bevatte de galerij bevat de tentoonstelling Animalés Fantásticos: Spirits in Wood, die zich richtte op het geloof van Oaxacaanse houtsnijders, dat als zij een figuur sneden, er een geest werd vrijgelaten uit het gebruikte hout. Daarbij werd gebruik gemaakt van verschillende houtsnijwerken, die verdeeld waren over 8 themas: Los Comienzos (Nederlands: het begin), Fiestas (Nederlands: feesten), El Mar (Nederlands: de zee), La Tierra (Nederlands: het land), El Folklor (Nederlands: de folklore), Amigos (Nederlands: vrienden), Los Angeles y los Santos (Nederlands: de engelen en de heiligen) en El Diá de los Muertos (Nederlands: de Dag van de Doden).

## Stave Church Gallery
De Stave Church Gallery is een galerij die te vinden is in het Noorse paviljoen. Het is te vinden in de replica van de staafkerk van Gol, vooraan in het paviljoen. In de staafkerk is de tentoonstelling Norsk Kultur: Inspiration for Frozen te vinden, die zich oriënteert rondom authentiek Noorse voorwerpen die dienden als inspiratie voor de film Frozen. Daarbij wordt gebruik gemaakt van voorwerpen zoals Noorse klederdracht, muziekinstrumenten, meubilair en voorwerpen met rosemåling. De tentoonstelling werd geopend in november 2013, en verving daarmee de tentoonstelling Vikings Conquerors of the Seas.